# Лойко, Иван Осипович
Иван Осипович Лойко (? — 10.1918 или 1919) — деятель Гражданской войны на Севере России (а именно на Мурмане). Связной ЦК РСДРП (б). Делегат I конференции РКП (б) Северной области (1918).
Работал грузчиком на станции Княжая. В 1917 году после отъезда Н. Д. Курасова руководил кандалакшскими большевиками. Организовал Кандалакшский отряд Красной гвардии. Руководил движением рабочих железнодорожной магистрали, в том числе в ходе их (в итоге успешной) борьбы за восьмичасовой рабочий день. В июне 1918 арестован интервентами (англичанами) и посажен в Печенгскую тюрьму. По требованию рабочих-железнодорожников освобождён оттуда, но вскоре снова арестован и расстрелян «при попытке к бегству» на полустанке севернее Кандалакши вместе с машинистом В. Соболем.

## Память
Мемориальные доски О. И. Лойко установлены в городах Кандалакша и Полярные Зори.